# Accidente ferroviario de Tesalia
El accidente ferroviario de Tesalia ocurrió en la noche del 28 de febrero de 2023, cuando dos trenes chocaron en el valle de Tempe en cercanías de Larissa, en la zona de Tesalia, Grecia, lo que resultó en la muerte de 57 personas y lesiones a más de 85, lo que lo convierte en el accidente ferroviario más mortal en Grecia desde 1968. y uno de los peores en la historia del país helénico.

## Antecedentes

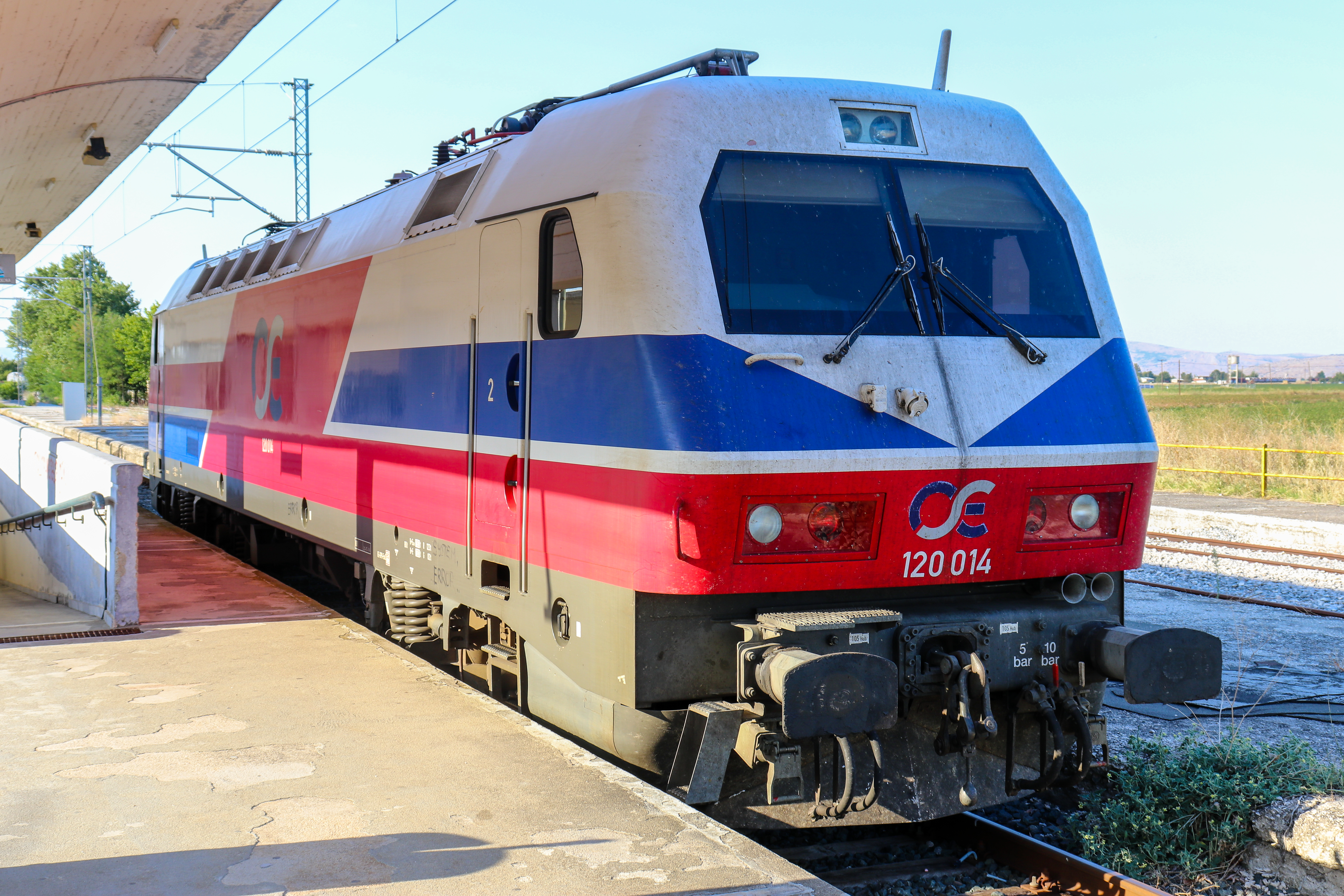
Locomotora eléctrica similar a las de los trenes accidentados, foto de 2019

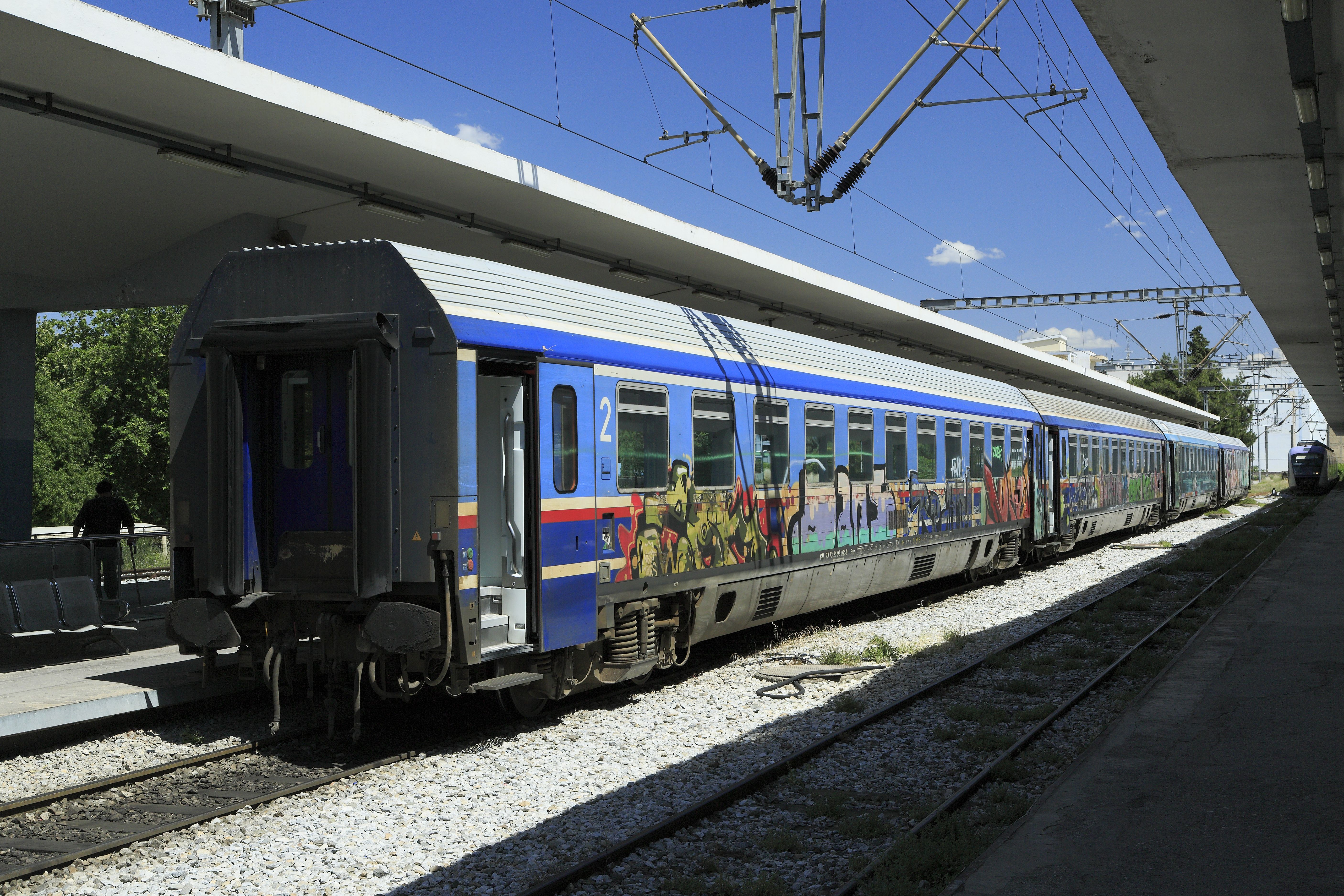
Vagones de la compañía usados para el servicio de pasajeros de larga distancia en Grecia

El tren de pasajeros transportaba 350 pasajeros desde Atenas a Tesalónica. Mientras tanto, el tren de carga viajaba desde Tesalonica a Larissa. La colisión ocurrió en el ramal que une Atenas y Tesalónica, operado por Hellenic Train, subsidiaria del Ferrovie Dello Stato Italiane, la compañía ferroviaria estatal de Italia. y estaba formado por una hilera de vagones Hellenic Train UIC Z1 fabricados por Siemens en SGP Graz y Bombardier en Dunakeszi Carriage Workshops basados en la plataforma Viaggio Classic (ellos mismos basados en el ÖBB Modularwagen), remolcados por la locomotora HellasSprinter 120 022.  En ese momento del accidente, el tren estaba muy retrasado, debía llegar a las 11:35 p. m. EET en la estación de Tesalónica. Mientras tanto, un tren de mercancías con varios vagones de plataforma cargados con contenedores viajaba de Tesalónica a Larissa, tirado por otra locomotora HellasSprinter, 120 012.
Ese mismo día, en la estación de tren de Palaiofarsalos, una explosión en la red eléctrica provocó la caída de la línea aérea sobre otro tren interurbano, lo que provocó varios retrasos en la línea.  El lugar del accidente estaba justo al lado de un paso elevado de la autopista A1, en un tramo de línea que se inauguró en 2003 como parte de un programa de reconstrucción de línea que tenía como objetivo el segmento de Larissa a Tesalónica de la línea principal.
Hay una sección de un solo bloque que comienza desde la señal de salida en Larissa hasta la señal de entrada en Neoi Poroi. Esto se debe a retrasos en la implementación de ETCS, que debe finalizar en 2020 y que finalmente se implementará a fines del 2023. Esto limita el rendimiento de la línea a 7 trenes por hora en cada sentido.

## Colisión
Los dos trenes chocaron en la línea principal Atenas-Tesalónica, operada por OSE, la compañía ferroviaria nacional griega. La sección del accidente, 27,3 km (17,0 millas) al norte de Larissa, tenía doble vía y tenía controles automáticos instalados, pero los cambios y la señalización aún se controlaban manualmente. El tren de pasajeros y el tren de carga chocaron de frente cerca de Evangelismos poco antes de la medianoche. En una entrevista con ERT, el gobernador de la región de Tesalia, Kostas Agorastos, dijo que los primeros cuatro vagones del tren de pasajeros se descarrilaron y los primeros dos vagones se incendiaron y fueron "casi completamente destruidos". Debido a la oscuridad en el momento del accidente y la falta de tiempo para que los maquinistas reaccionaran ante el accidente, se estimó que el tren de pasajeros viajaba a velocidades entre 140 km/h (87 mph) y 160 km/h. (99 mph).
Según los informes, los pasajeros escaparon por las ventanas que se rompieron en el accidente o después de que las rompieron para escapar. Muchos entraron en pánico debido a la escena caótica del accidente, algunos en vagones que estaban inclinados al menos 45 grados.
La locomotora y los primeros vagones del convoy de pasajeros se desintegraron casi en su totalidad producto de la fuerza del impacto, mientras que otros se incendiaron. Diecisiete vehículos y 150 bomberos intentaron sofocar las llamas, mientras que las labores de rescate se realizaron con 40 ambulancias y más de 30 policías en el lugar del choque. El accidente fue tan grave que se utilizaron camiones grúa para ayudar con la extracción del vehículo. Se contactó al ejército helénico para ayudar. Unos 250 pasajeros sobrevivientes, incluidos aquellos con heridas leves, fueron evacuados del lugar de la colisión en autobuses a Tesalónica.
Entre los pasajeros, se encontraban estudiantes y personas que regresaban de sus vacaciones de  Semana Santa.

## Víctimas
El saldo arrojó 57 muertos y 85 heridos. 25 personas resultaron gravemente heridas.  66 de los heridos fueron hospitalizados y seis ingresaron en unidades de cuidados intensivos. La identificación de algunas de las víctimas resultó difícil ya que las temperaturas dentro del primer vagón alcanzaron los 1300 °C (2370 °F).
| País    | Fallecidos |
| ------- | ---------- |
| Grecia  | 48         |
| Albania | 6          |
| Chipre  | 2          |
| Rumania | 1          |

## Investigación
La policía interrogó a dos funcionarios ferroviarios después del accidente.  La policía arrestó a un jefe de estación y lo acusó de causar muerte y daños por negligencia. El jefe de estación de Larissa afirmó que el cambio de la línea ascendente (hacia el norte) a la línea descendente (hacia el sur) no estaba funcionando, y que el tren debía permanecer en la línea ascendente para evitar el tren de carga. También afirmó que dejó que el tren pasara una señal roja. Los problemas de señalización no son infrecuentes en Grecia, y es posible que el incidente sea de naturaleza similar al descarrilamiento de Szczekociny de 2012 en Polonia.

## Repercusiones
Se organizó una reunión de emergencia dentro del gobierno de Grecia luego del accidente, y el ministro de salud, Thanos Plevris, fue a visitar el lugar. La presidenta Katerina Sakellaropoulou interrumpió su visita a Moldavia para visitar el lugar, afirmando la necesidad de "ofrecer apoyo" a las víctimas. El ministro de Transporte, Kostas Achilleas Karamanlis, renunció tras el accidente de tren.

## Reacciones

### Nacionales
En respuesta al accidente, el gobierno griego declaró un período de luto de tres días, con todas las banderas ondeando a media asta y posponiendo los eventos de celebración.  El sindicato de trabajadores del metro STASY suspendió una huelga prevista en el metro de Atenas por respeto a las víctimas del accidente.  El presidente del sindicato griego de conductores de trenes dijo que el accidente "se habría evitado si los sistemas de seguridad hubieran funcionado".
El Gobierno griego ha dicho que los proyectos ferroviarios del país se han visto afectados por “males crónicos del sector público”. Hellenic Train es uno de los muchos servicios públicos de Grecia que fueron privatizados durante la crisis de deuda del país, los críticos culpan a la falta de inversión pública durante la profunda crisis financiera que abarcó la mayor parte de la década anterior por el desastre ferroviario.

### Internacionales
Las banderas frente al edificio de la Comisión Europea en Bruselas se bajaron a media asta la mañana siguiente al accidente.
La ministra de Relaciones Exteriores de Francia, Catherine Colonna, expresó sus condolencias a las familias de las víctimas en Twitter, al igual que la presidenta de la Comisión Europea, Ursula von der Leyen, y el presidente del Consejo Europeo, Charles Michel. El presidente francés, Emmanuel Macron, escribió en Twitter: "Francia está al lado de los griegos".  Los medios estatales de la República Popular China informaron que el presidente Xi Jinping envió una carta de condolencias a Sakellaropoulou.  El Ministerio de Relaciones Exteriores de Turquía emitió una declaración de condolencias tras el incidente, deseando una pronta recuperación a los heridos del incidente.

## Protestas
Vigilias, protestas acaloradas y disturbios tuvieron lugar en Atenas, Tesalónica y Larissa después de la catástrofe. En respuesta tanto a la tragedia como a la creciente insatisfacción de la industria en general, el Sindicato Panhelénico de Personal Ferroviario paró en protesta por las condiciones laborales y la falta de modernización de la red ferroviaria, iniciando la huelga el 2 de marzo de 2023, a pesar de que los trabajadores del metro STASY El sindicato suspendió la huelga prevista en el metro de Atenas por respeto a las víctimas del día anterior.  Estallaron peleas en Atenas con la policía disparando gases lacrimógenos contra la multitud que se reunió frente a la sede del Tren Helénica. El 7 de marzo, los estudiantes cerraron muchas escuelas en Thessaloniki, lo que obligó a las escuelas a pasar a clases en línea a través de Webex durante un par de días. La Confederación de Funcionarios Públicos de Grecia (ADEDY) ha convocado una huelga general de 24 horas para el 8 de marzo del 2023.